# ستيف ديلارد
ستيف ديلارد (بالإنجليزية: Steve Dillard) هو لاعب كرة قاعدة أمريكي، ولد في 8 فبراير 1951 في ممفيس في الولايات المتحدة.